# Пандроса
Пандро́са (др.-греч. Πάνδροσος «всеорошающая», «всевлажная») персонаж греческой мифологии.
В первую очередь под этим именем почиталась царевна Пандроса— дочь первого царя Аттики Кекропа. Согласно популярному мифу ей и её сестрам Аглавре и Герсе богиня Афина дала на сохранение ларец с младенцем Эрихтонием, который они без разрешения вскрыли, что принесло царевнам возмездие. Его, по одной из версий, избежала только Пандроса, послушная сестра.
Стала богиней росы Пандросой, оберегающей от засухи. Афиняне поклоняются ей наряду с Орами. На афинском Акрополе в честь Пандросы был сооружён храм Пандросейон, где находилась священная олива, посаженная Афиной.
Предположительно, на самом деле последовательность была другой, и царевна Пандроса — это рудимент древней афинской богини росы, ассимилированный культом Афины.